# Ловгач, Павел Васильевич
Павел Васильевич Ловгач (бел. Павел Васілевіч Лоўгач; род. 2 марта 1995, Минск) — белорусский футболист, полузащитник.

## Клубная карьера
Воспитанник футбольного клуба «Минск» и с 2012 года начал играть за дубль. В 2013 году был вызван в основной состав, но так и не дебютировал за него. В начале 2016 года перешел на правах аренды в «Сморгонь», а летом перешел в «Ошмяны», спасти который от вылета во Вторую лигу не удалось. В 2017 году он выступал в Первой лиге за «Барановичи» и был одним из основных игроков.
В январе 2018 года он приехал на просмотр в могилёвский «Днепр», а в феврале официально присоединился к его команде. В первой половине сезона 2018 стабильно появлялся на поле, но позже из-за травм потерял место в основном составе. В декабре 2018 года покинул могилёвский клуб.
В июне 2019 года перешёл в «Молодечно» и помог клубу выйти в Первую лигу. В апреле 2020 года он стал игроком «Островца». В январе 2024 года футболист покинул клуб.

## Статистика
| Сезон    | Дивизион | Клуб            | Страна        | Матчи | Голы |
| -------- | -------- | --------------- | ------------- | ----- | ---- |
| 2012     | дубль    | Минск           | Флаг Беларуси | 8     | 1    |
| 2013     | дубль    | Минск           | Флаг Беларуси | 29    | 5    |
| 2014     | дубль    | Минск           | Флаг Беларуси | 28    | 2    |
| 2015     | дубль    | Минск           | Флаг Беларуси | 9     | 0    |
| 2016 (1) | Д2       | Сморгонь        | Флаг Беларуси | 4     | 0    |
| 2016 (2) | Д2       | Ошмяны          | Флаг Беларуси | 13    | 2    |
| 2017     | Д2       | Барановичи      | Флаг Беларуси | 25    | 5    |
| 2018     | Д1       | Днепр (Могилёв) | Флаг Беларуси | 16    | 1    |
| 2019 (2) | Д3       | Молодечно       | Флаг Беларуси | 17    | 3    |

## Достижения
- Чемпион Второй лиги Белоруссии: 2021